# Dabra

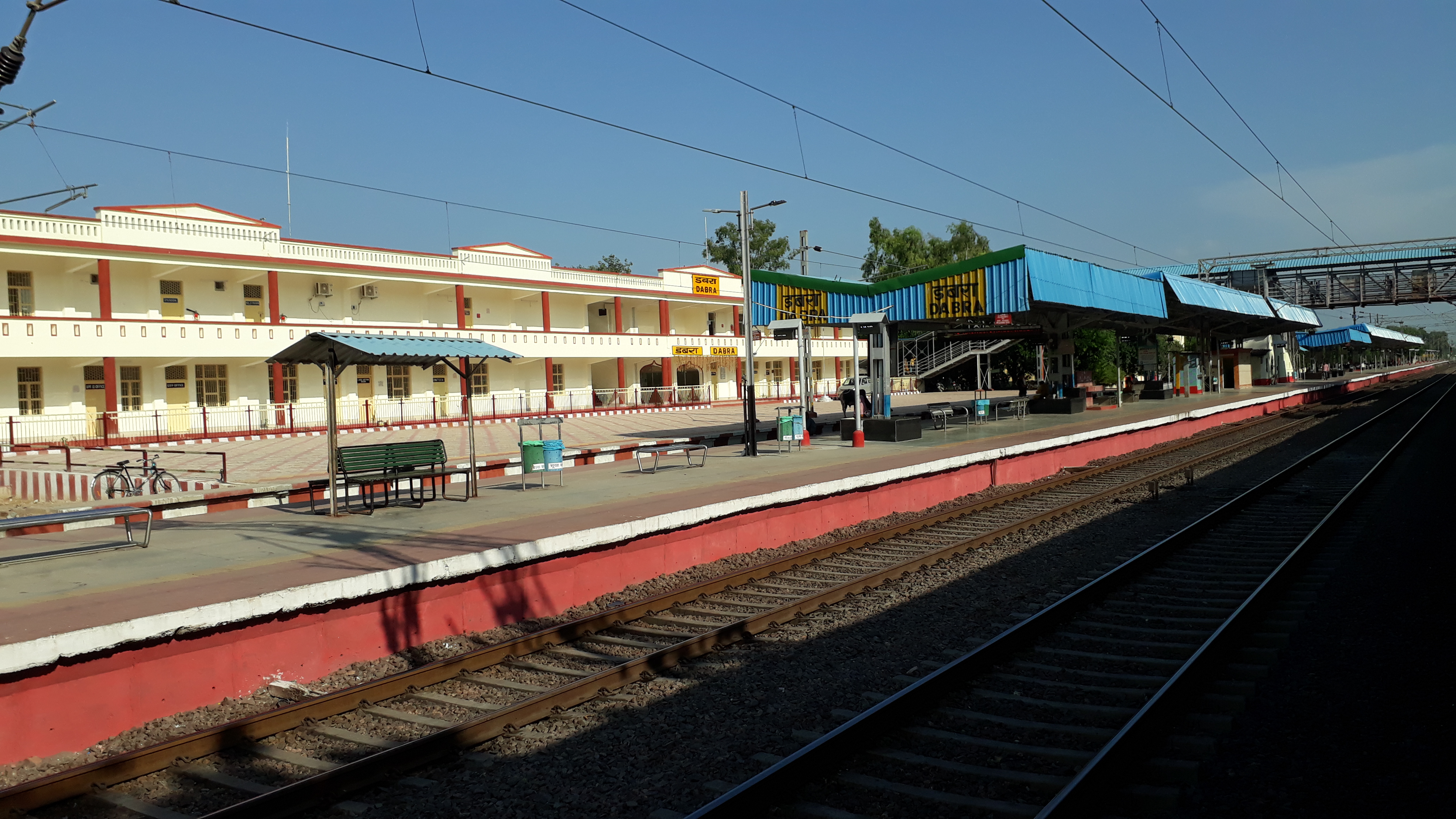
Bahnhof

Dabra (Hindi: डबरा) ist eine Stadt im Distrikt Gwalior im Norden des indischen Bundesstaates Madhya Pradesh.
Die nationale Fernstraße NH 75 (Jhansi–Gwalior) sowie die Bahnlinie Jhansi–Gwalior führen durch die Stadt.
Die Stadt hatte beim Zensus 2011 61.277 Einwohner. Sie ist in 24 Wards gegliedert.
Die Stadt war in der Vergangenheit auch als Padmapawaya bekannt.
In Dabra befindet sich eine Zuckerfabrik.